# Dompierre-sur-Chalaronne
Pour les articles homonymes, voir Dompierre et Chalaronne.
Dompierre-sur-Chalaronne est une commune française, située dans le département de l'Ain en région Auvergne-Rhône-Alpes. Elle est située à proximité des Dombes.

## Géographie
La commune de Dompierre-sur-Chalaronne, située entre Châtillon et Thoissey, est, géographiquement, un territoire de transition : ce n'est plus la Dombes ; ce n'est pas encore le Val de Saône ; c'est l’extrême limite sud de la Bresse.

### Localisation
Dompierre-sur-Chalaronne est une commune de l'Ain située :
- À l'ouest de Châtillon-sur-Chalaronne (distance : ~ 6 km), et de Villars-les-Dombes (connu pour ses vastes surfaces aquatiques (étangs des Dombes) (distance : ~ 15 km) ;
- Au sud-ouest de Bourg-en-Bresse (distance : ~ 35 km) ;
- À l'est de Mâcon  (distance : ~ 30 km).

| Saint-Étienne-sur-Chalaronne |                          | L'Abergement-Clémenciat |
|                              | Dompierre-sur-Chalaronne |                         |
|                              | Baneins                  |                         |

#### Hydrographie

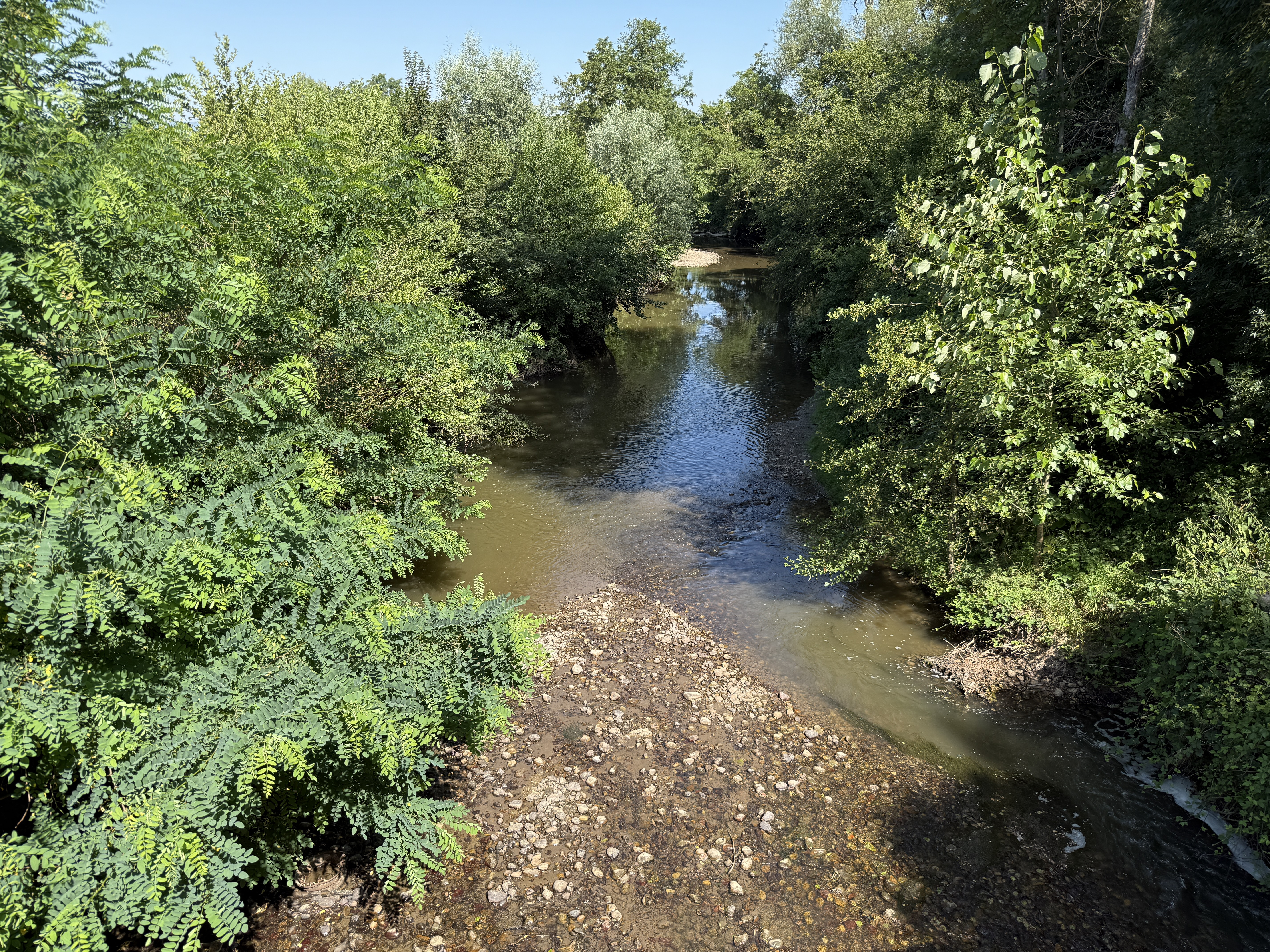
La Chalaronne.

Le village est contourné par une rivière : la Chalaronne.

### Forêts
La terre est grasse, aérée, et particulièrement propice à l'élévation d'arbres communs tels que l'acacia et le chêne. Une épaisse couche d'humus jonche les sols.

### Climat
Pour des articles plus généraux, voir Climat d'Auvergne-Rhône-Alpes et Climat de l'Ain.
En 2010, le climat de la commune est de type climat océanique dégradé des plaines du Centre et du Nord, selon une étude du CNRS s'appuyant sur une série de données couvrant la période 1971-2000. En 2020, Météo-France publie une typologie des climats de la France métropolitaine dans laquelle la commune est dans une zone de transition entre le climat semi-continental et le climat de montagne et est dans la région climatique Bourgogne, vallée de la Saône, caractérisée par un bon ensoleillement (1 900 h/an), un été chaud (18,5 °C), un air sec au printemps et en été et des vents faibles.
Pour la période 1971-2000, la température annuelle moyenne est de 11,5 °C, avec une amplitude thermique annuelle de 17,8 °C. Le cumul annuel moyen de précipitations est de 933 mm, avec 9,7 jours de précipitations en janvier et 7,6 jours en juillet. Pour la période 1991-2020, la température moyenne annuelle observée sur la station météorologique de Météo-France la plus proche, sur la commune de Baneins à 4 km à vol d'oiseau, est de 12,7 °C et le cumul annuel moyen de précipitations est de 880,2 mm,. Pour l'avenir, les paramètres climatiques de la commune estimés pour 2050 selon différents scénarios d'émission de gaz à effet de serre sont consultables sur un site dédié publié par Météo-France en novembre 2022.

## Urbanisme

### Typologie
Au 1er janvier 2024, Dompierre-sur-Chalaronne est catégorisée commune rurale à habitat dispersé, selon la nouvelle grille communale de densité à 7 niveaux définie par l'Insee en 2022.
Elle est située hors unité urbaine. Par ailleurs la commune fait partie de l'aire d'attraction de Châtillon-sur-Chalaronne, dont elle est une commune de la couronne,. Cette aire, qui regroupe 5 communes, est catégorisée dans les aires de moins de 50 000 habitants,.

### Occupation des sols
L'occupation des sols de la commune, telle qu'elle ressort de la base de données européenne d’occupation biophysique des sols Corine Land Cover (CLC), est marquée par l'importance des territoires agricoles (83,9 % en 2018), en diminution par rapport à 1990 (85,6 %). La répartition détaillée en 2018 est la suivante : 
terres arables (76,6 %), forêts (8,7 %), zones urbanisées (7,4 %), prairies (4,8 %), zones agricoles hétérogènes (2,4 %).
L'évolution de l’occupation des sols de la commune et de ses infrastructures peut être observée sur les différentes représentations cartographiques du territoire : la carte de Cassini (XVIIIe siècle), la carte d'état-major (1820-1866) et les cartes ou photos aériennes de l'IGN pour la période actuelle (1950 à aujourd'hui).

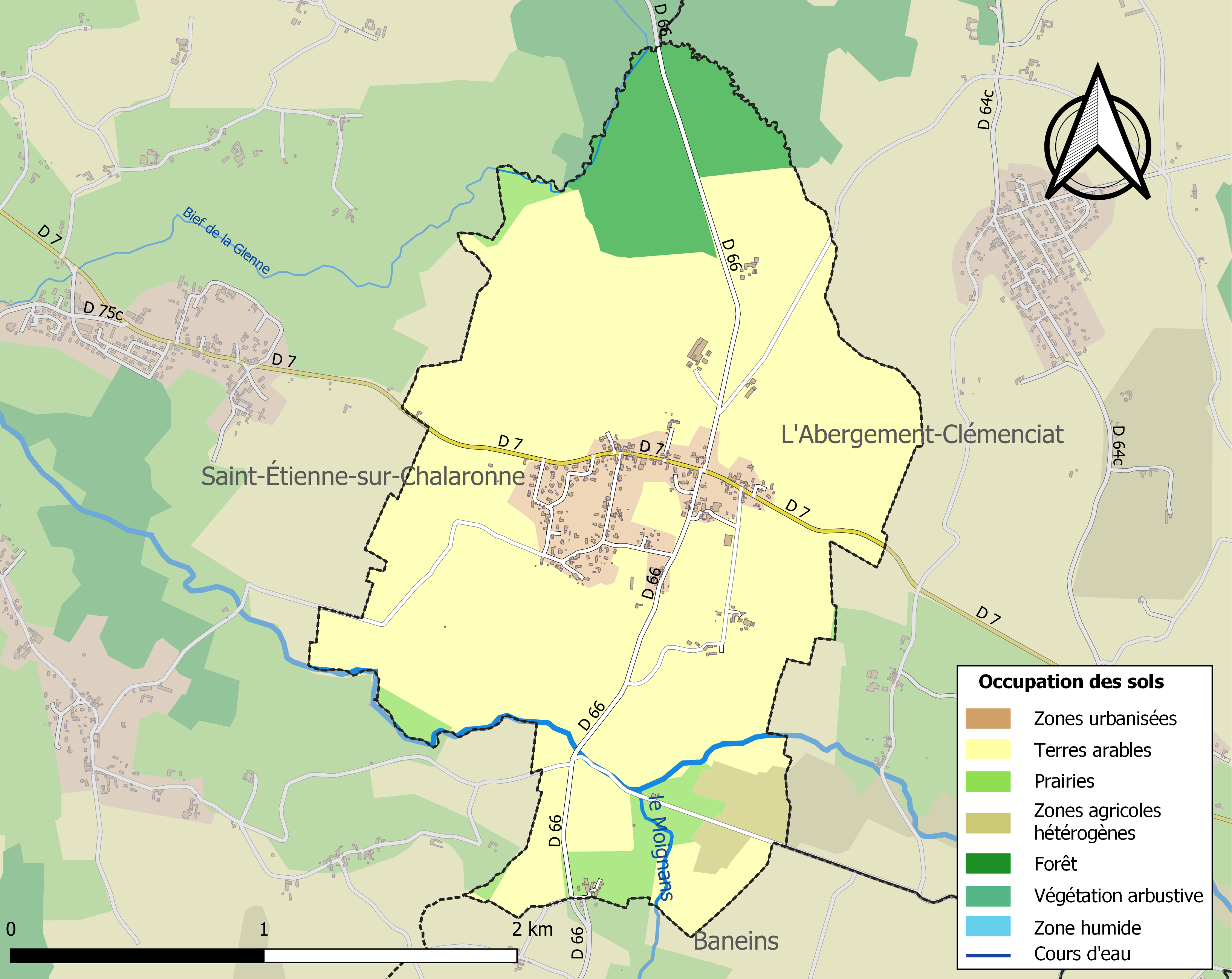
Carte des infrastructures et de l'occupation des sols de la commune en 2018 (CLC).

## Histoire
Dompierre était une paroisse rurale, aujourd'hui sous le patronage de saint Georges, mais à l'origine sous celui de saint Pierre, d'où son nom. La commune qui initialement dépendait du canton de Thoissey, fut en 1951, et à la demande de sa population, rattachée au canton de Châtillon-sur-Chalaronne.
Église mentionnée dès le XIIe siècle, fief de Château-Roux au Moyen Âge.

## Politique et administration
Dompierre compte 8 employés municipaux 2 maires-adjoints et 1 maire.

### Découpage territorial
La commune de Dompierre-sur-Chalaronne est membre de la communauté de communes de la Dombes, un établissement public de coopération intercommunale (EPCI) à fiscalité propre créé le 1er janvier 2017 dont le siège est à Châtillon-sur-Chalaronne. Ce dernier est par ailleurs membre d'autres groupements intercommunaux.
Sur le plan administratif, elle est rattachée à l'arrondissement de Bourg-en-Bresse, au département de l'Ain et à la région Auvergne-Rhône-Alpes. Sur le plan électoral, elle dépend du  canton de Châtillon-sur-Chalaronne pour l'élection des conseillers départementaux, depuis le redécoupage cantonal de 2014 entré en vigueur en 2015, et de la quatrième circonscription de l'Ain  pour les élections législatives, depuis le dernier découpage électoral de 2010.

### Administration municipale
| Période                                  | Période  | Identité       | Étiquette | Qualité                             |
| ---------------------------------------- | -------- | -------------- | --------- | ----------------------------------- |
| 1995                                     | 2001     | Jackie Giraud  |           |                                     |
| 2001                                     | En cours | Didier Muneret | SE        | Cadre - réélu en 2008, 2014 et 2020 |
| Les données manquantes sont à compléter. |          |                |           |                                     |

## Démographie
L'évolution du nombre d'habitants est connue à travers les recensements de la population effectués dans la commune depuis 1793. Pour les communes de moins de 10 000 habitants, une enquête de recensement portant sur toute la population est réalisée tous les cinq ans, les populations de référence des années intermédiaires étant quant à elles estimées par interpolation ou extrapolation. Pour la commune, le premier recensement exhaustif entrant dans le cadre du nouveau dispositif a été réalisé en 2005.
En 2022, la commune comptait 453 habitants, en évolution de +5,1 % par rapport à 2016 (Ain : +5,15 %, France hors Mayotte : +2,11 %).
| 1793 | 1800 | 1806 | 1821 | 1831 | 1836 | 1841 | 1846 | 1851 |
| ---- | ---- | ---- | ---- | ---- | ---- | ---- | ---- | ---- |
| 216  | 178  | 244  | 248  | 306  | 312  | 310  | 319  | 344  |

| 1856 | 1861 | 1866 | 1872 | 1876 | 1881 | 1886 | 1891 | 1896 |
| ---- | ---- | ---- | ---- | ---- | ---- | ---- | ---- | ---- |
| 349  | 332  | 338  | 340  | 340  | 305  | 295  | 292  | 290  |

| 1901 | 1906 | 1911 | 1921 | 1926 | 1931 | 1936 | 1946 | 1954 |
| ---- | ---- | ---- | ---- | ---- | ---- | ---- | ---- | ---- |
| 294  | 296  | 281  | 267  | 268  | 235  | 206  | 213  | 178  |

| 1962 | 1968 | 1975 | 1982 | 1990 | 1999 | 2005 | 2006 | 2010 |
| ---- | ---- | ---- | ---- | ---- | ---- | ---- | ---- | ---- |
| 156  | 156  | 154  | 183  | 268  | 279  | 325  | 346  | 389  |

| 2015 | 2020 | 2022 | - | - | - | - | - | - |
| ---- | ---- | ---- | - | - | - | - | - | - |
| 429  | 436  | 453  | - | - | - | - | - | - |

## Économie

### Agriculture
La majorité des terres environnantes sont cultivées. On y trouve principalement des cultures de maïs, de blé et de colza.

## Culture et patrimoine

### Lieux et monuments
- Motte dite « poype de Château-Roux »[20].
- Église Saint-Georges de Dompierre-sur-Chalaronne.

### La fête de Dompierre
Elle a lieu, quant à elle, à la fin du mois de juillet. Les festivités sont ouvertes par le  concours de pétanque traditionnel. Il est accompagné d'une loterie. Le soir, le comité organise un repas collectif. La journée se termine par un bal populaire.

### Dompierre de France
Dompierre fait partie de l'Association des Dompierre de France, regroupant 23 communes françaises s’appelant Dompierre. Chaque année, une fête nationale est organisée dans une des villes ou villages de l'association.